# Degussa
Degussa GmbH (fram till 2006 Degussa AG) är en kemikoncern med huvudkontor i Düsseldorf. Det är Tysklands tredje största kemikoncern och ingår i RAG Aktiengesellschaft. Namnet är från början en akronym för Deutsche Gold- und Silber-Scheide-Anstalt.

## Historia
Degussa grundades 1873. 
I Tredje riket var Degussa indirekt via dotterbolaget Degesch tillverkare av Zyklon B tillsammans med IG Farben. Den användes senare för nazisternas massgasningar av framför allt judar i koncentrationslägret Auschwitz under andra världskriget. 1997 inledde Degussa ett arbete med sin egen historia och verksamhet i Tredje riket lett av den amerikanske historikern Peter Hayes. 2004 kom boken Die Degussa im Dritten Reich. Von der Zusammenarbeit zur Mittäterschaft (Originaltitel: From Cooperation to Complicity: Degussa in the Third Reich) av Peter Hayes.
1999 slogs Degussa samman med Hüls AG och bildade Degussa-Hüls AG. Energikoncernen VEBA blev därmed huvudägare. När VEBA gick samman med VIAG till E.ON AG skapades Degussa AG 2001 genom att man slog samman Degussa-Hüls med SKW Trostberg som VIAG ägde. Samtidigt blev Düsseldorf ny huvudort och Degussa dotterbolag till den nya koncernen E.ON. En ny överenskommelse följde där RAG blev ny ägare till Degussa samtidigt som E.ON tog över Ruhrgas.